# Đorđe Pavlić
Đorđe Pavlić (serbisch-kyrillisch Ђорђе Павлић; * 28. August 1938 in Drenovac, Königreich Jugoslawien; † 9. Mai 2015 in Novi Sad) war ein  jugoslawischer Fußballspieler. Der vormalige Stürmer von FK Vojvodina Novi Sad und spätere Verteidiger beim MSV Duisburg, absolvierte von 1966 bis 1972 für die „Zebras“ 173 Ligaspiele mit 21 Toren in der Fußball-Bundesliga. Unmittelbar vor seinem Wechsel in die Bundesliga hatte er 1966 mit FK Vojvodina die jugoslawische Meisterschaft errungen.

## Karriere
Pavlić begann seine Karriere beim FK Sloven Ruma, einem heute unterklassigen Verein aus Serbien, bis man 1960 beim Erstligaverein FK Vojvodina Novi Sad auf ihn aufmerksam wurde und ihn verpflichtete. 1963 und 1964 berief man ihn insgesamt zwei Mal in die jugoslawische Nationalmannschaft. Er debütierte am 31. März 1963 bei einem 1:0-Auswärtserfolg in Brüssel beim Länderspiel gegen Belgien. Er lief auf Halbrechts an der Seite von Mitspielern wie Milutin Šoškić, Željko Perušić, Milan Galić und Josip Skoblar dabei auf. Nachdem er 1962 die Vizemeisterschaft mit seinem Verein errungen hatte, wurde er 1966 mit dem Team vom Stadion Karađorđe unter Trainer Vujadin Boškov an der Seite von Mitspielern wie Žarko Nikolić, Ilija Pantelić und Silvester Takač jugoslawischer Meister. Anschließend wechselte Pavlić zum MSV Duisburg in die Fußball-Bundesliga.
Der 1,70 m kleine, aber kopfballstarke und beidfüßige Angreifer bei Novi Sad, wurde beim MSV bald zum Verteidiger umgeschult und häufig als Sonderbewacher des gegnerischen Spielmachers oder Torjägers eingesetzt. Er debütierte unter Trainer Hermann Eppenhoff am 20. August 1966 bei einem 2:0-Heimerfolg gegen Rot-Weiss Essen in der Bundesliga. Beim Erfolg der Gastgeber war der Angriff in der Besetzung mit Carl-Heinz Rühl, Werner Lotz, Werner Krämer, Pavlić und Willibert Kremer aufgelaufen. Am Rundenende belegte der MSV den 11. Rang und Pavlić hatte 26 Ligaspiele absolviert und zwei Tore erzielt. Als in seiner zweiten Bundesligarunde, 1967/68, unter Trainer Gyula Lóránt mit den Neuzugängen Rainer Budde, Erwin Kostedde, Horst Wild und Bernd Lehmann die Verstärkung des Spielerkaders glückte, schoben sich die „Zebras“ auf den 7. Rang nach vorne; Pavlić hatte in 30 Ligaspielen sieben Tore erzielt. Danach kamen zwei Jahre unter Trainer Robert Gebhardt mit zweistelligen Tabellenplätzen (12. und 15. Rang), ehe im ersten Jahr von Trainer Rudi Faßnacht in der Wedau, 1970/71, wieder der Weg zum 7. Rang führte. Pavlić hatte seinen Beitrag an der Seite von Mitspielern wie Volker Danner, Michael Bella, Hartmut Heidemann, Detlef Pirsig, Kurt Rettkowski, Bernd Lehmann, Rainer Budde, Bernard Dietz, Gerhard Kentschke, Johannes Linßen und Johannes Riedl in 30 Ligaeinsätzen mit drei Toren geleistet.
In 173 Spielen für die Meidericher erzielte er 21 Tore. 1972 wechselte Đorđe Pavlić zu Schwarz-Weiß Essen in die Fußball-Regionalliga West, eine von damals fünf zweitklassigen Ligen in der Bundesrepublik Deutschland. Dort beendete er 1974 seine Karriere.